# جنیفر رودریگز
جنیفر رودریگز (انگلیسی: Jennifer Rodriguez؛ زادهٔ ۸ ژوئن ۱۹۷۶) اسکیت‌باز سرعت اهل ایالات متحده آمریکا است.